# Canton de Marseille-Saint-Barthélemy
Le canton de Marseille-Saint-Barthélemy est une ancienne division administrative française située dans le département des Bouches-du-Rhône, dans l'arrondissement de Marseille. Ancien canton de Marseille XIV puis XIV B

## Composition
Le canton de Marseille-Saint-Barthélemy se composait d’une fraction de la commune de Marseille. Il comptait 41 363 habitants (population municipale) au 1er janvier 2012.
| Nom                   | Code Insee | Intercommunalité                   | Population (dernière pop. légale)                |
| --------------------- | ---------- | ---------------------------------- | ------------------------------------------------ |
| Marseille (chef-lieu) | 13055      | Métropole d'Aix-Marseille-Provence | Fraction : 41 363(2012) Commune : 862 211 (2016) |

Quartiers de Marseille inclus dans le canton (partie du 14e arrondissement) :
- Les Arnavaux
- Le Canet
- Le Merlan
- Bon Secours
- Saint-Barthélémy
- Sainte-Marthe
- Grand Saint-Barthélémy (Font-Vert, Picon, la Busserine, le Mail, les Iris, les Flamants, Saint-Barthélemy-3, La Benausse)

## Représentation
| Période                                  | Période | Identité           | Étiquette         | Qualité                                                                                           |
| ---------------------------------------- | ------- | ------------------ | ----------------- | ------------------------------------------------------------------------------------------------- |
| 1973                                     | 1998    | Francis Caccintolo | PCF jusqu'en 1997 | Comptable Conseiller municipal de Marseille Vice-Président du Conseil général                     |
| 1998                                     | 2015    | Denis Rossi        | PS                | Technicien Ancien vice-président du Conseil général Conseiller municipal de Marseille (2001-2008) |
| Les données manquantes sont à compléter. |         |                    |                   |                                                                                                   |

## photo du canton
|  |  |

## Démographie
| 1982 | 1990   | 1999   | 2006   | 2011   | 2012   |
| ---- | ------ | ------ | ------ | ------ | ------ |
| -    | 38 887 | 37 372 | 41 676 | 41 017 | 41 363 |